# Dworzec, Warmińsko-Mazurskie
Dworzec [ˈdvɔʐɛt͡s] (tiếng Đức: Schönbruch) là một ngôi làng thuộc khu hành chính của Gmina Biskupiec,thuộc huyện Olsztyński, Warmińsko-Mazurskie, ở miền bắc Ba Lan.
Trước năm 1945, khu vực này là một phần của Đức (Đông Phổ).
Làng có dân số 128 người.